# Cours-les-Bains
 Cours-les-Bains  là một xã thuộc tỉnh Gironde trong vùng Nouvelle-Aquitaine tây nam nước Pháp.